# پدرو فلیپه (بازیکن فوتبال، زاده ۲۰۰۴)
پدرو فلیپه (انگلیسی: Pedro Felipe؛ زادهٔ ۲۳ مهٔ ۲۰۰۴) بازیکن فوتبال اهل برزیل است که در حال حاضر برای یوونتوس نکست جن در پست مدافع بازی می‌کند.